# 中国式离婚 (电视剧)
《中国式离婚》是一部中国大陆电视剧。一共23集。由陈道明、蒋雯丽、贾一平、左小青、咏梅领衔主演。这是根据中国作家王海鸰同名小说改编的一部反映中国现代社会中年知识分子的生活状况，尤其是婚姻状况的电视剧。台灣綜合台于2014年5月9日播出。

## 外部鏈接
- 豆瓣电影上《中国式离婚》的資料 （简体中文）
- 互联网电影数据库（IMDb）上《中国式离婚》的资料（英文）
- bilibili上的《中国式离婚》节目/剧集